# 天主教帕安教區
天主教帕安教區 （拉丁語：Dioecesis Hpaanensis）是羅馬天主教的一個教區，位於包括緬甸克倫邦全部和孟邦一部，面積30,164平方公里。受仰光總教區管轄。
2009年1月24日升格為教區。現任主教為朱斯廷·苏敏德。有12個堂區、10,781教友、18名司鐸。